# كيرميت د. جونسون
كيرميت د. جونسون (بالإنجليزية: Kermit D. Johnson)‏ هو عسكري أمريكي، ولد في 2 سبتمبر 1928 في منيابولس في الولايات المتحدة.